# Improwizowana bateria artylerii OORP Czapla i Żuraw
Improwizowana bateria artylerii OORP Czapla i Żuraw – polska dwudziałowa improwizowana bateria artylerii przeciwdesantowej kalibru 75 mm Schneider wz. 1897, utworzona ze zdemontowanych armat z pokładu minowców OORP "Czapla" i "Żuraw" ustawiona na wschód od wejścia do portu w Jastarni, Półwyspu Helskiego (od strony zatoki). Wchodziła w skład Dywizjonu Artylerii Nadbrzeżnej, Rejonu Umocnionego Hel.

## Sformowanie i działania bojowe w kampanii wrześniowej
W dniu 2 września 1939 roku z uwagi na nieosiągnięcie przez oba minowce pełnej gotowości bojowej dowództwo Morskiej Obrony Wybrzeża podjęło decyzję o rozbrojeniu OORP "Czapla" i "Żuraw". Z pozyskanych w ten sposób będących na ich wyposażeniu dwóch armat kal. 75 mm Schneider wz. 1897 na podstawach morskich i podwójne nkm Hotchkiss kal. 13,2 mm wz.1930 od 3 września sformowano improwizowaną baterię artylerii przeciwdesantowej. Baterię usytuowano na wschód od wejścia do portu w Jastarni, wymontowaną broń maszynową wykorzystano do obrony przeciwlotniczej portu w Jastarni i stanowisk baterii. Stan osobowy baterii i obsługi armat jak i broni maszynowej pochodził z załóg minowców OORP "Czapla" i "Żuraw". Określenie działalności bojowej baterii jest niemożliwe z uwagi na brak dokumentów i relacji. Ze szczątkowych relacji innych osób ustalono jedynie, że bateria prawdopodobnie stoczyła walki z niemieckimi jednostkami pływającymi: 
- 14 IX w godz. 8.44 - 9.08 niemiecki trałowiec M 8 i kuter trałowy R 21 ostrzelały polski patrol piechoty w pobliżu Chałup, w odpowiedzi na ostrzał, podwójny nkm z ORP "Żuraw" ostrzelał niemieckie okręty, rezultat niewiadomy[3],
- 25 IX w godz. 10.04 - 10.45 wspólnie z bateriami nr 32, 41 i 44 ostrzelała zespół trałujący 5. H.S.-Flotille (5 Flotylla Ochrony Portów), pod osłoną torpedowca T 196, jednostki niemieckie wycofały się pod osłoną zasłony dymnej[4].